# DICOM-Bildabfragedienst
Ein DICOM-Bildabfragedienst (Query/Retrieve Service) ist 
eine Anwendungsklasse aus dem DICOM-Standard, die Instanzen eines Datenverbunds verwaltet. Dieser Dienst bietet eine Funktion ähnlich der SQL-Sprache, wobei eine Abfrage sich auf eine kleine Menge von Schlüsselwerten aufbauen lässt. Zusätzlich unterstützt dieser Dienst die Datenübertragung von eindeutig definierten Verbundinstanzen (en. Composite Objects). 

Datenaustausch zwischen einem DICOM-Bildabfragedienst und einer DICOM-Anwendungsentität.

## Verwendung
Der Bildabfragedienst ermöglicht das Abrufen von Datenverbunden aus Fernanwendungsentitäten.
Dieser Dienst kann auch Fernanwendungsentitäten veranlassen, Datenverbunde an andere Fernanwendungsentitäten zu übertragen.

### Im Einsatz
In der Praxis wird der Bildabfragedienst als Schnittstelle zu einem Archiv oder zu einem Bildverarbeitungssystem (z. B. PACS) verwendet. Im ersten Fall dient er als Ablage für DICOM-Bilder. Es ist oft der Fall, dass ein Krankenhaus ein zentrales Archiv für alle medizinischen Bilder zur Verfügung stellt. Andere Teilsysteme und DICOM-Anwendungsentitäten (AE) können über das DICOM-Protokoll dieses Archiv abrufen z. B. ein System kann nach Bilder suchen oder neue Bilder hinterlegen. Die Menge von Datenübertragungen hängt stark von der Größe des Betriebs ab. Eine hohe Netzwerkgeschwindigkeit ist oft für eine große medizinische Einrichtung erforderlich.
Beispiele von Archiveinsätzen sind herstellerunabhängige Archive sowie Siemens syngo.share VNA oder IBM Watson Health iConnect Enterprise Archive. Ein Beispiel von einem Bildverarbeitungssystem ist ein Picture Archiving and Communication System.

## Informationsmodell
Die Informationsmodell für die SOP-Klasse wird bei der Erstellung einer Beziehung verhandelt. Die SOP-Klasse besteht aus einer Informationsmodell und eine DIMSE-C-Dienstgruppe. 
1. Entitätenbeziehungsmodelle
2. Schlüsselwerte

### Entitätenbeziehungsmodelle
Die Modelle gibt die Hierarchie (z. B. Patientenebene, Studienebene, Serienebene) und Attribute auf jene Ebene vor. Die Schlüsselwerte für jede Funktion (C-FIND, C-MOVE, C-GET) sollen für jede Entität vorgegeben. Die Schlüsselwerte im Identifikationskode bestimmen, welche zurückgelieferte Attribute, die in der Anfrage vorkommen, übereinstimmen.

### Definition der Schlüsselwerte
Die Werte werden wie folgt gegliedert:
| Kennung | Beschreibung           |
| U       | Unique Key Attribute   |
| R       | Required Key Attribute |
| O       | Optional Key Attribute |